# Lorenzo Dow Baker

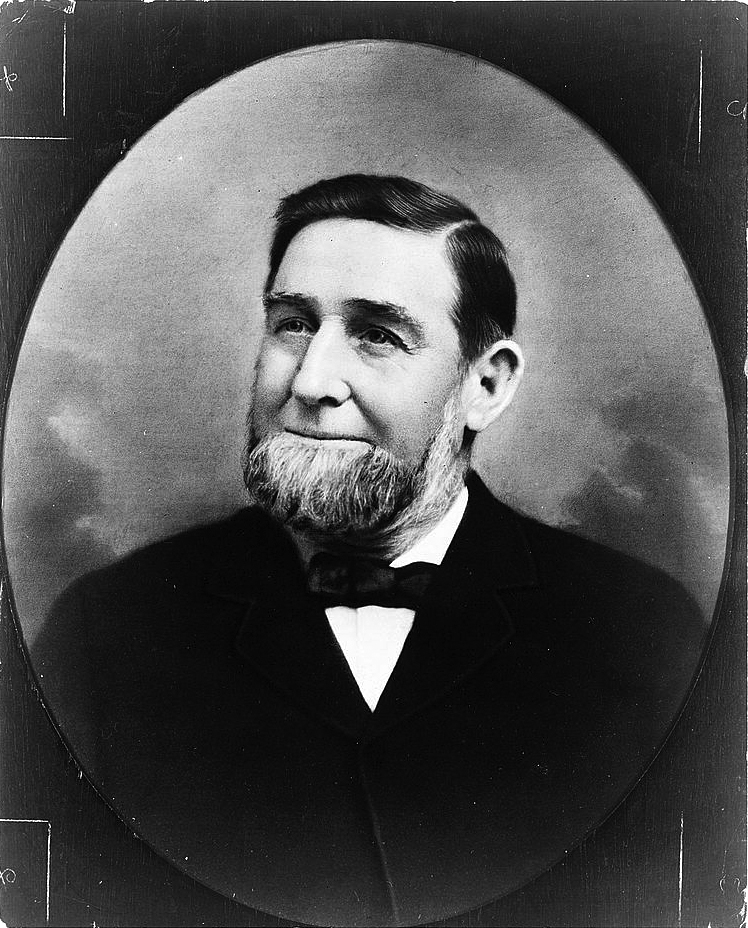
Lorenzo Dow Baker

Lorenzo Dow Baker (ur. w marcu 1840 w Wellfleet, Massachusetts, zm. 1908) – amerykański żeglarz, kapitan i biznesmen, który w 1870 dokonał pierwszej odnotowanej transakcji sprzedaży bananów, sprzedając 160 pęków bananów z Jamajki w Jersey City. Wraz z Andrew Prestonem przyczynił się do powstania Boston Fruit Company, firmy, z której korzenie wywodziła United Fruit Company, obecnie Chiquita Brands International.